# F-86に関連する作品の一覧

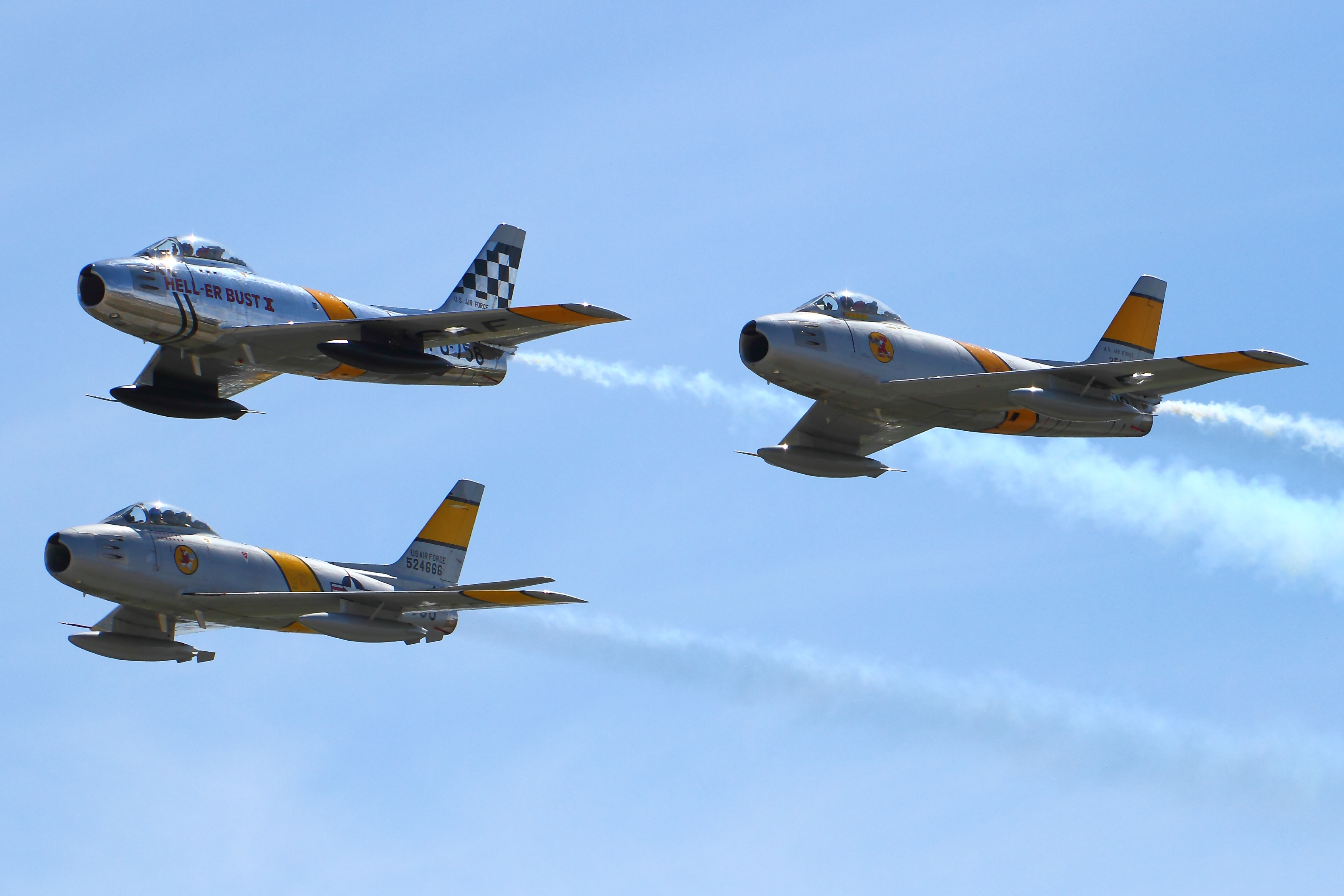
F-86F セイバー

F-86に関連する作品の一覧（F-86にかんれんするさくひんのいちらん）は、アメリカ合衆国のノースアメリカン社が開発した戦闘機、F-86 セイバーおよび、そのバリエーションモデルに関連する作品の一覧である。
F-86は、戦後のジェット戦闘機時代の幕開けを象徴する第1世代ジェット戦闘機であり、アメリカ空軍や航空自衛隊などの西側諸国で主力戦闘機として運用されていたため、各国で主力だった昭和期に制作もしくは昭和期を舞台にした作品に登場することが多い。特にゴジラシリーズを始めとする昭和の東宝特撮作品に多く登場している。

## 映画

### 日本映画
『ゴジラシリーズ』
『ゴジラ』（1954年）
日本映画初登場。防衛隊の戦闘機とされるF型が、東京湾にてゴジラをロケット弾で攻撃する。
映像はミニチュア特撮により表現された。ゴジラがセイバーを手に掴んだスチールが本作品を代表する1枚となっているが、劇中ではこのような場面はなく、縮尺もあっていない。石膏助手であった立川博章は、ラッシュを見て戦闘機のシーンを遅いと感じて円谷英二に抗議し、再撮影することとなった。立川は、円谷は飛行機乗りであったが複葉機時代のパイロットであったため、ジェット機のスピード感がわかっていなかったと述べている。
航空自衛隊へのF型の供与が始まったのが1955年からであるから、現実の配備よりも一足早い登場となった。そのため独自の塗装（実機には無いJASDFの表記と、米軍機に似た敵味方識別帯）となっている。
『ゴジラの逆襲』（1955年）
防衛隊の戦闘機としてF型が登場。大阪港に出現したゴジラを攻撃するが、1機が撃墜されて洋上に墜落する。神子島では、ゴジラを氷の中に生き埋めにするため、氷山をロケット弾で攻撃して雪崩を発生させる。
ミニチュアによる撮影で、一部のシーンは『ゴジラ』から流用された。
『モスラ対ゴジラ』（1964年）
航空自衛隊のF型が登場。人工雷発生装置を用いた放電攻撃「A作戦」に第1次空挺隊として参加し、静岡県静之浦にてゴジラをロケット弾で攻撃する。
『地球攻撃命令 ゴジラ対ガイガン』（1972年）
防衛隊の戦闘機としてF型が登場。東京を襲撃するガイガンをロケット弾で攻撃するが、近づきすぎたために複数機が撃墜されてしまう。
一部の映像は、『モスラ対ゴジラ』のシーンを流用している。
『ゴジラ対メガロ』（1973年）
防衛隊の戦闘機としてF型が登場。北山湖から東京へと進攻するメガロをロケット弾で攻撃するが、近づきすぎたために撃墜されてしまう。また、主人公たちがF型のラジコンをシートピア海底王国工作員にぶつける。
攻撃シーンの殆どは、『モスラ対ゴジラ』と『地球攻撃命令 ゴジラ対ガイガン』からの流用である。
『空の大怪獣ラドン』（1956年）
航空自衛隊のF型が登場。阿蘇からのラドン出現を受けて出動し、佐世保、福岡を跨ぐ九州上空で大規模な空中戦を繰り広げる。2機が撃墜されるものの、ラドンに命中弾を与え速力を半減させる。
撮影には、ミニチュアに加えて機首部の実物大大道具も用いられた。大半はF型だが、一部の実写映像にはD型も登場している。
『ジェット機出動 第一〇一航空基地』（1957年）
航空自衛隊の架空の第一〇一航空基地でF-86Fのパイロットを目指す訓練生の物語。
『地球防衛軍』（1957年）
航空自衛隊のF型が登場。富士山麓のミステリアンドームへの攻撃に参加するが、ドームからの光線で撃墜される。また、α号の離陸シーンでは、地上に複数のF型が駐機している。
離陸と散開飛行、駐機中の実写映像のほか、ミニチュアが用いられた。
『大怪獣バラン』（1958年）
航空自衛隊のD型とF型が登場。羽田空港に上陸したバランを攻撃する。
『遊星王子 恐怖の宇宙船』（1959年）
航空自衛隊のF型が登場。旅客機「レッドアロー号」の不審な遭難の原因を探るべく同一コースで調査飛行を行う中、伊豆岬沖で銀星人の巨竜型宇宙船の襲撃を受け、機体の動作を静止させられた後に消息を絶つ。
実機の映像とミニチュアなどが併用されている。
『潤滑油』（1960年）
航空自衛隊のD型が登場。潤滑油を解説した科学映画で、D型のエンジンと離陸シーンを使用して潤滑油の役割を解説している。
『嵐を突っ切るジェット機』（1961年）
ブルーインパルスの一員である主人公の乗機などとして、航空自衛隊のF型が登場。ブルーインパルス所属機によるアクロバット飛行や訓練に加えて、第10航空団所属とされる機体が麻薬商人にハイジャックされたモデルB95 トラベルエアの追跡に用いられる。
撮影にはミニチュアなどに加え、航空自衛隊の協力を受けて実機が用いられており、ブルーインパルス機は初期の塗装で登場している。
『モスラ』（1961年）
防衛隊の戦闘機としてD型とF型が登場。
F型は、東京に向けて太平洋上を進むモスラを哨戒中の1機が発見し、その後に出撃した編隊が、モスラを焼き払うためにC-46が投下した燃料入りのドラム缶をロケット弾で攻撃して引火させ、周辺海域を火の海にする。その後、上陸し横田基地から渋谷まで進攻するモスラをロケット弾で攻撃する。
D型は実写映像で登場。太平洋上のモスラに対して基地から出撃しており、渋谷へ向かうモスラの上空にも飛来するが、いずれも攻撃シーンはない。
洋上のシーンでは、『空の大怪獣ラドン』にも登場した実物大大道具も登場している。
『海底軍艦』（1963年）
航空自衛隊のD型が登場。ムウ帝国の東京への攻撃予告に対して出撃する。
実機の離陸映像を用いている。
『宇宙大怪獣ドゴラ』（1964年）
航空自衛隊のF型が登場。筑豊の上空にて、37戦闘機隊所属とされる機体がドゴラの弱点である合成ジバチ毒を大量に空中散布する。
離陸するシーンでは三沢基地所属の赤色の帯が入った塗装の機体が登場しているが、それ以外の飛行シーンにはブルーインパルス所属機が初期の塗装で登場している。
『今日もわれ大空にあり』（1964年）
航空自衛隊浜松基地所属のF型が登場。F-104Jへの機種転換を目指して訓練を続けるF-86飛行隊「タイガー小隊」が舞台となっている。
撮影にはブルーインパルスが協力している。また、当時ブルーインパルスに所属していた92-7872号機が、初期の塗装を施された状態で2カットほど登場している。
『東京五輪音頭』（1964年）
ブルーインパルス所属のF型が登場。1964年7月31日に入間基地にて行われた、予行練習にて上空に「五輪」を描く様子が収められている。
『大怪獣ガメラ』（1965年）
航空自衛隊のD型が登場。羊蹄山付近でガメラを攻撃した後、ガメラをひっくり返して起き上がれなくし餓死させる作戦を支援するため、山を登るガメラに対して冷凍爆弾を投下し、ガメラの動きを10分間だけ止めて爆薬の設置時間を稼ぐ。
『東京オリンピック』（1965年）
ブルーインパルス所属のF型が登場。1964年東京オリンピックの公式記録映画であり、開会式にて上空に「五輪」を描く様子が収められている。
『ジェットF104脱出せよ』（1968年）
航空自衛隊のF型が登場。主人公ら航空学生が浜松基地で行われる戦闘機操縦課程などで搭乗する。また、ブルーインパルス所属機も登場する。
実機が撮影に協力している。
『クレージーの大爆発』（1969年）
航空自衛隊のF型が登場。小型水爆を搭載したまま主人公らにハイジャックされた秘密組織「GIB」日本支部の輸送機に対し、浜松基地からスクランブルし富士山上空で接触する。
実機の映像が使用されている。
『公式長編記録映画 日本万国博』（1971年）
ブルーインパルス所属のF型が登場。日本万国博覧会の記録映画であり、開会式にて上空に「EXPO'70」の文字を描く様子が収められている。
『ULTRAMAN』（2004年）
航空自衛隊のF型が登場。百里基地に地上展示されている退役した機体が背景に映りこんでいる。
『ALWAYS 三丁目の夕日'64』（2012年）
ブルーインパルス所属のF型が登場。1964年東京オリンピックの開会式に飛来し、会場の上空に五輪マークを描く。
高速で飛び去る機体が一瞬だけ映るのみだが、CGで細部まで再現されている。

### 日本国外映画
『宇宙戦争』（1953年）
アメリカ空軍機が登場。南カリフォルニアへの火星人襲来を受けて出撃するが、攻撃シーンはない。
『極地からの怪物 大カマキリの脅威』（1957年）
アメリカ空軍のD型が登場。ワシントンD.C.に飛来した巨大カマキリを迎撃する。
『追撃機』（1958年）
アメリカ空軍のF型が登場。朝鮮戦争を舞台としたF-86飛行隊の活躍が描かれている。
アメリカ空軍による実物を使用した空戦シーンを見ることができる。なお、この作品で敵役のMiG-15 ファゴットに扮するのはF-84F サンダーストリークである。　
『宇宙怪人ワンマグイ』（1967年）
主人公らの乗機として韓国空軍のF型が登場。ガンマ星の宇宙船が探知されたことを受けて警戒に当たり、その後ソウルに出現したワンマグイを数度に渡って攻撃する。
実機の映像とミニチュアが併用されている。
『ラスト・カーチェイス』（1981年）
ウィリアム元大尉の乗機としてF型が登場。燃料資源が枯渇した未来の管理社会で、秘匿されていたレース用ガソリン車で逃亡する（低速の都市用電気自動車では追いつけない）主人公らを追跡するため、それより速いマシンとしてレストアされていた機体が与えられ、空からの追跡・抹殺が管理局より命令される。
『ノットジラ』（2020年）
アメリカ軍機が登場。シンシナティに迫るノットジラをウンチ谷（Dookie Valley）付近で攻撃するが、操演用のピアノ線をノットジラにちぎられて行動不能に陥り、撃破される。

## テレビドラマ
『ナショナルキッド』（1960年）
第一部第1話と第13話に航空自衛隊のD型が登場。
第1話では、急降下訓練中にインカ金星人のUFOに遭遇し追跡するが、さらに巨大な宇宙船の光線で撃墜される。
第13話では、大挙して地球に飛来し東京へ向かうインカ金星人のUFOと空中戦を展開するが、機銃では太刀打ちできず次々と撃墜される。
大半がミニチュアによる撮影だが、第1話では操縦席部分の実物大セットも用いられた。実写映像も併用されており、F型やF-100の映像も用いられている。
『ウルトラシリーズ』
『ウルトラQ』（1966年）
第11話・第14話・第19話・第21話に航空自衛隊のF型が登場。
第11話では、東京上空のバルンガを攻撃するが効果はなく、エネルギーを与えて成長させるだけの結果に終わってしまう。
第14話では、東京に襲来したペギラを攻撃するが、ペギラの冷凍光線が発生させる反重力現象に巻き込まれてしまう。
第19話では、基地内でタキシングをする模様が描かれているが、実際に正体不明の飛行物体に対して発進するのはF-104Jである。
第21話では、ちふり型巡視船「しきね」からの救援要請を受け、キール星人が地球に送り込んだボスタングを攻撃するために三浦半島沖へ出撃し、これを撃破する。映像は『モスラ』からの流用。
『ウルトラマン』（1966年）
第33話と第34話と第39話に航空自衛隊のF型が登場。
第33話では、冒頭の航空ショーでブルーインパルス所属機がアクロバット飛行を行っている。塗装は初期のもの。
第34話では、科学特捜隊の「怪獣風船化作戦」によって浮遊していたスカイドンを、演習中に誤って東京上空で撃墜してしまう。
第39話では、日本へ侵攻してきたゼットン星人の円盤軍団を迎撃すべく出撃する。
『帰ってきたウルトラマン』（1971年）
第17話に航空自衛隊のF型が登場。東京へ向かうテロチルス迎撃のために2機が出撃するも撃墜される。
『ウルトラマンレオ』（1974年）
第42話と第49話に防衛軍の戦闘機としてF型が登場。第42話ではアブソーバーを、第49話ではノーバを東京で戦車隊とともに攻撃するが、どちらも撃墜される。
『マグマ大使』（1966年）
第4話に航空自衛隊機が登場。ゴアによって地球への降伏勧告が発せられたことを受け、ゴアの攻撃に備えた対策の一環として出動する。
登場シーンでは、実機のライブフィルムが用いられている。
『アゴン』（1968年）
第2話に航空自衛隊のF型が登場。洋上を警戒飛行中の機体がアゴンを発見し、その後はアゴンの上陸を阻止すべく攻撃を行うが通じず、火炎攻撃を受けて1機が撃墜される。
実機の映像とミニチュアが併用されている。
『イナズマンF』（1974年）
第5話に所属不明機が登場。死の商人とマシンガンデスパーの間でのDESミサイルの取引の際に、上空を通りがかった機体が発射テストの標的として撃墜される。
『太陽戦隊サンバルカン』（1981年）
オープニングおよび第1話に地球平和守備隊空軍所属機としてF型が登場。大鷲龍介（バルイーグル）がサンバルカンに配属される前の乗機として、回想的に示されている。
ブルーインパルス所属機のライブフィルムが用いられている。
『魔弾戦記リュウケンドー』（2006年）
第12話に日の丸を描いたF型が登場。あけぼの町を防衛するためとして町民らによって持ち出され、上空のジャークムーン城を攻撃するが複数機が撃墜される。また、過去に怪獣と交戦していた機体であることが語られている。
『ひよっこ』（2017年）
第3話・第16話にブルーインパルス所属のF型が登場。第3話では、1964年東京オリンピックに備えて東京上空で五輪マークを描く練習飛行を行っており、第16話では、主人公らが観るテレビ中継の中で開会式での飛行の模様が伝えられている。
『行け!あひるお姉さん』（2018年）
第1話から全編に渡って防衛隊の戦闘機として登場。西蒲区を「お散歩」するあひるお姉さんや、度々出現する怪獣に対し攻撃を加える。また、『平成最後の 行け!あひるお姉さん』などの続編にも引き続き登場する。
『いだてん〜東京オリムピック噺〜』（2019年）
オープニングおよび第47話にブルーインパルス所属のF型が登場。1964年東京オリンピックの開会式でのアクロバット飛行の顛末が描かれる。
後述の映画『東京オリンピック』から流用された実際の記録映像のほか、第47話では入間基地に駐機されている様子やコックピット内からの映像などがVFXによって再現されている。

## アニメ
『県立地球防衛軍』（1986年）
OVA版に、胴体に「JAP」と描かれた機体が登場。回想シーンにて、羽田空港で暴れるバラダギ大佐の親を攻撃している。
『うる星やつら』（1989年）
OVA「ヤギさんとチーズ」に面堂家の私設軍隊所属機として登場。屋敷の敷地内で巨大化した幽霊ヤギを攻撃するが、幽霊ヤギの火炎放射によって全機撃墜される。
『アイアン・ジャイアント』（1999年）
アメリカ空軍のE型が登場。アイアン・ジャイアントの出現を受けてメイン州ロックウェル上空へと出撃し、無抵抗のアイアン・ジャイアントに対して空中戦を挑み、ミサイルを命中させ墜落させる。
『鉄人28号』（2004年）
第1話にアメリカ軍所属機が登場。東京に向かう巨大砲弾「正太郎」の迎撃に向かうが、「正太郎」が日本本土に近づきすぎたため、撃墜を断念する。
『荒野のコトブキ飛行隊』（2019年）
第12話にて、自由博愛連合所属機としてD型が登場。作中世界では数少ないジェット機であり、イケスカ市にあるイサオタワーを攻撃しようとするコトブキ飛行隊を迎撃する。速度と近接信管装備のロケット弾によりコトブキ飛行隊を追い詰めるが、自身が発射したロケット弾が街のオブジェに当たり、その破片が直撃し機体は墜落。パイロットは射出座席で脱出する。

## 漫画
『気分はもう戦争』
航空自衛隊のF型が登場。基地内に駐機している。
『白いパイロット』
「F-87-F」という名称で航空自衛隊所属機が登場。日本の領空に侵入した戦闘機「ハリケーン号」ほかを、第3航空隊所属機などが2度に渡って迎撃する。
『滅びの笛』
漫画版に航空自衛隊のF型が登場。 大地を覆い尽くした鼠の大集団に対して、編隊が繰り返しナパーム弾を投下する。
『ファントム無頼』
「さよなら、ブルーインパルス」で、負傷したブルーインパルス隊員の代理として、主人公の2人がテレビ特番用の曲技飛行に参加する。

## 小説・絵本
『吉里吉里人』
航空自衛隊のF型が登場。日本からの独立を宣言した東北の吉里吉里国が主張している領空を、示威のためにわざと侵犯する。
『食人草ドロゼラ』
航空自衛隊所属機が登場。モウセンゴケが進化した怪物「ドロゼラ」の群れを茨城県上空で攻撃するが、130機が撃墜されてしまう。
『新戦艦大和』
世界征服を目論むキラー博士配下の戦力として、F-86の形状を模した戦闘機が登場。自衛隊機を装ってアメリカ大統領の乗用機を襲撃するが、これに対して出現した新戦艦「大和」によって全機が撃墜される。
『征途』
アメリカ空軍機が登場。国後島および択捉島を基地として北海道戦争に参加し、日本民主主義人民共和国（北日本）人民空軍のMiG-15と交戦している。
『蒼茫の大地、滅ぶ』
F型（作中での表記は「FB-86F」）などの航空自衛隊所属機が登場。青森県上空にて、大陸から飛来したトノサマバッタの大群を波状飛行による衝撃波で太平洋上に誘導する作戦に40機が参加するが、失敗する。
『タイムスリップ大戦争』
ブルーインパルスの機体として登場。19××年（昭和5×年）の日本列島が約30年前の1941年にタイムスリップした中、アメリカから来た使節団の上空で歓迎飛行を行う。
『超戦闘機出撃』
ミスターパープルにより轟天（メッサーシュミット Me262の改良型）に対抗するためにアメリカ軍で作られたジェット機として登場（多少の改造によって、実際より格闘戦に強い機体となっている）。
『東海道戦争』
F型とD型が大阪側の自衛隊の装備として登場。金竜寺から淀川にかけての最前線の上空で、東京側の航空機と空中戦を展開する。
『トリゴラスの逆襲』
日の丸が描かれた機体が登場。町から南の島へと飛んでいく途中のトリゴラスを攻撃するが、通用せずに終わる。
『遙かなる星』
第1巻に航空自衛隊のF型が登場。合衆国のエクスレイ作戦発動に端を発する第三次世界大戦の中で、日本に飛来するソヴィエト空軍機をF-104Jとともに迎撃する。

## ゲーム
『Wargame Red Dragon』
自衛隊デッキに「F-86F KYOKKO」の名称で登場する。
『War Thunder』
プレイヤーが操作可能な機体として、F-86A-5・F-25・F-35(課金機体)・F-2・F-30（航空自衛隊）・F・CL-13A・CL-13B・F-86Kが登場。自衛隊機としてF-40が登場するが、ブルーインパルス塗装の通常機体と、JASDF迷彩の課金機体が登場する。
『World of Warplanes』
アメリカツリーのTierXにプレイヤーが操作可能な機体として、A型が登場。
『エアロダンシング』
セガが発売したフライトシミュレーター。
『鋼鉄の咆哮 ウォーシップコマンダー』
アメリカ型の航空機として登場。12.7mm機銃と空対空ミサイルを搭載する。ゲーム上のグラフィックは直線翼となっている。

## その他
『DVD版 昭和の未来科学模型』
アメリカ軍機が登場。地中戦車「キングモグラス」や大型ロボット「マンモスキング」などが活動する上空を飛行する。
『Break the Blue!!』
MVに航空自衛隊のF型が登場。小松基地に地上展示されている退役機の前で、林鼓子らRun Girls, Run!のメンバーがパフォーマンスを行う。
『Unbreakable Wings』
MVに航空自衛隊のF型が登場。入間基地に地上展示されている退役機の前および主翼上で、FATE GEARのメンバーが歌唱・演奏を披露する。
『怪獣のサイズ』
MVに登場。市街地に出現した怪獣を攻撃する。